# Graffiti (film)
Graffiti (russisk: Граффити) er en russisk spillefilm fra 2006 af Igor Apasjan.

## Medvirkende
- Andrej Novikov som Andrej Dragunov
- Viktor Perevalov som Klizja
- Sergej Potapov som Mitjaj
- Larisa Guzejeva som Marija
- Aleksandr Ilin som Miron Sysoevitj